# Cassiel
Cassiel, o anjo (Hebraico קפציאל Qafsiel Kaziel), é o nome latino de um anjo da religião judaico-cristã pós bíblica, mais notadamente da cabala. Diferente da maioria dos outros anjos, Cassiel é conhecido por observar os eventos do cosmos sem causar grande interferência. É o anjo da solidão e das lágrimas, é também aquele que preside a morte de reis e possivelmente, chefes de Estado. Ele é inserido, em algumas listas, como um dos sete arcanjos, e, nessas listas, geralmente, é associado ao sétimo paraíso.

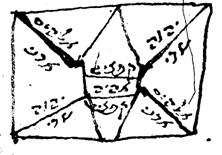
Qafsiel amuleto do século XV.

## Na mitologia
Na mitologia judaica e na mitologia mesopotâmica, Cassiel é associado ao planeta Saturno, e com a direção cardeal norte. Ele também é o controlador da Lua.
No texto mágico Berit Menuchah, Cassiel é associado à Kefitzat Haderech, cuja habilidade é a de viajar rapidamente pelo espaço. Feitiços mágicos usando o seu nome são lançados para criar destruição, para dispersar multidões, fazer alguém vagar sem rumo ou cair da sua posição de poder.
Antigos amuletos judaicos com o seu escrito são usados para afastar inimigos. O nome do anjo era escrito no amuleto junto do nome do(s) inimigo(s) que se desejava afastar, usando o sangue de uma ave e então era amarrado a uma pomba, que era solta. Se a pomba voasse livremente significava que o(s) inimigo(s) seria(m) afastados, se ela se recusasse a partir significaria que o inimigo continuaria na vida da pessoa.
O arcanjo Cassiel também é chamado de Castiel, Casiel, Cassiel Mocoton, Kafziel, Qafsiel, Qaphsiel, Qaspiel e Quaphsiel. Ele também é conhecido como o anjo da temperança.

## Na cabala judaica
Na literatura rabínica, a cabala é a única a relatar a identidade dos anjos com as almas. Lá existem algumas pequenas diferenças entre os pontos de vista sobre quantas classes de anjos existem na verdade. Uma das mais antigas. Um dos pontos de vista e o mais conhecido, é que existem sete classes de anjos e sete arcanjos que se relacionam com os sete céus. Embora, atualmente, o mais conhecido e aceito modelo seja o da Igreja Católica, com apenas três arcanjos (Miguel, Rafael e Gabriel) que se relacionam com três céus e exclui vários anjos que aparecem no Livro de Enoque. Um terceiro e mais desconhecido ponto de vista nos diz que existem 10 céus, cada qual com uma classe de anjos, elevando para um total de dez essas classes. Outro modelo relaciona cada arcanjo a um planeta. Arcanjos são também denominados de "anjos chefes" e chamados de "anjos da presença."

## Na cultura popular
- Cassiel é um personagem da web comic Misfile.
- Cassiel é o principal protagonista de The Outcast Season série por Rachel Caine [7]
- Na série Supernatural, o anjo "Castiel" foi inspirado em Cassiel. Inicialmente, como Cassiel ele meramente observa os eventos que ocorrem na Terra. Ele se recusa a interferir, a não ser que seja ordenado pelo paraíso. Mas lentamente, ele começa a interferir, eventualmente se tornando um rebelde e caindo, mas ainda assim retém a sua admiração pela humanidade.
- O personagem de Cassiel aparece no filme Der Himmel über Berlin, de Wim Wenders, como também no remake estado-unidense, Cidade dos Anjos.  Cassiel, interpretado por Otto Sander no original e por Andre Braugher no remake, vê com ambivalência o seu amigo cair e se tornar humano. Na sequência Faraway, So Close!, o próprio Cassiel cai e se torna humano. Nick Cave escreve música de Cassiel como parte da trilha sonora de Faraway, So Close!.
- Na mitologia de Jacqueline Carey Kushiel's Legacy série de novelas, Cassiel é um dos anjos que seguem Elua em suas andanças. Ao contrário de outros anjos, Cassiel continua fiel aos mandamentos do Senhor e não se mistura com os mortais. Ainda assim, ele é o "companheiro perfeito" de Elua.  Devotado apenas em servir e proteger no celibato. Cassiel dá o seu nome a Irmandade Cassiline, uma ordem do celibato de padres guerreiros, que são empregados pela realeza e a nobreza de Terre d'Ange. Seu lema é "Proteger e servir."
- Em Buffy the Vampire Slayer episódio "Tough Love", Cassiel é mencionado.[8]
- Em Old Kingdom series por Garth Nix, Cassiel é mencionado.
- Em "Flight of Angels", a música do jogo Splice por Cipher Prime Studios é chamada de Cassiel.
- No jogo Darkness 2, uma metralhadora das trevas, chamada de Kafziel, pode ser encontrada no nível final se Jackie Escadato escolher ir para o inferno salvar Jenny.
- No mod de Civiliation IV "Fall from Heaven"(queda do paraíso), Cassiel é o anjo que serve a divindade do equilíbrio e também o líder de uma civilização chamada de Grigori
- No jogo "amor doce", trazido para o Brasil pela empresa "Beemove", Castiel é um dos paqueras do simulador de namoro, um pouco difícil de lidar,misterioso mas charmoso o roqueiro ruivo é um dos paqueras favoritos dos jogadores.
- No sexto episódio da 4ª temporada de Lucifer, Cassiel é mencionado por Amenadiel (D.B.Woodside), em um diálogo com o anjo Remiel (Vinessa Vidotto).

## Leitura complementar
- Bamberger, Bernard Jacob, (2006). Fallen Angels: Soldiers of Satan's Realm. Jewish Publication Society of America. ISBN 0-8276-0797-0
- Bunson, Matthew, (1996). Angels A to Z : A Who's Who of the Heavenly Host.  Three Rivers Press. ISBN 0-517-88537-9.
- Cruz, Joan C. (1999). Angels and Devils. Tan Books & Publishers. ISBN 0-89555-638-3.
- Davidson, Gustav. A Dictionary of Angels: Including the Fallen Angels. Free Press. ISBN 0-02-907052-X
- Graham, Billy, (1994). Angels: God's Secret Agents. W Pub Group; Minibook edition. ISBN 0-8499-5074-0
- Guiley, Rosemary (1996). Encyclopedia of Angels. ISBN 0-8160-2988-1
- Kreeft, Peter J. (1995). Angels and Demons: What Do We Really Know About Them? Ignatius Press. ISBN 0-89870-550-9
- Lewis, James R. (1995). Angels A to Z. Visible Ink Press. ISBN 0-7876-0652-9
- Melville, Francis (2001). The Book of Angels: Turn to Your Angels for Guidance, Comfort, and Inspiration. Barron's Educational Series; 1st edition. ISBN 0-7641-5403-6
- Ronner, John (1993). Know Your Angels: The Angel Almanac With Biographies of 100 Prominent Angels in Legend & Folklore-And Much More! Mamre Press. ISBN 0-932945-40-6.